# Districtul Soeng Sang
Soeng Sang (în thailandeză เสิงสาง) este un district (Amphoe) din provincia Nakhon Ratchasima, Thailanda, cu o populație de 68.387 de locuitori și o suprafață de 1.200,2 km².

## Componență
Districtul este subdivizat în 6 subdistricte (tambon), care sunt subdivizate în 84 de sate (muban).
| 1. | Soeng Sang  | เสิงสาง    |  |
| 2. | Sa Takhian  | สระตะเคียน |  |
| 3. | Non Sombun  | โนนสมบูรณ์  |  |
| 4. | Kut Bot     | กุดโบสถ์    |  |
| 5. | Suk Phaibun | สุขไพบูลย์   |  |
| 6. | Ban Rat     | บ้านราษฎร์  |  |